# Pothyne sumatrana
Pothyne sumatrana là một loài bọ cánh cứng trong họ Cerambycidae.